# Кашефразов, Радэль Мнирович
Радэ́ль Мни́рович Кашефра́зов (6 апреля 1993, Казань) — российский легкоатлет, чемпион Универсиады.

## Карьера
На Универсиаде в Казани Радэль вместе с Максимом Дылдиным, Дмитрием Буряком и Владимиром Красновым выиграл золотую медаль в эстафете 4×400 метров.